# Callilepis imbecilla
Espèce
Synonymes
- Pythonissa imbecilla Keyserling, 1887
- Callilepis munda Chamberlin, 1936

Callilepis imbecilla est une espèce d'araignées aranéomorphes de la famille des Gnaphosidae.

## Distribution
Cette espèce se rencontre aux États-Unis au Texas, en Oklahoma, en Arkansas, au Mississippi, en Floride, en Géorgie, au Tennessee, au Kentucky, en Illinois, en Indiana et en Ohio et au Canada en Ontario,,.

## Description
Les mâles mesurent 3,30 mm en moyenne et les femelles 4,69 mm.

## Publication originale
- Keyserling, 1887 : Neue Spinnen aus America. VII. Verhandlungen der kaiserlich-königlichen zoologisch-botanischen Gesellschaft in Wien, vol. 37, p. 421-490 (texte intégral).